# Amys Vilje. El retorn d'una noia
Amys Vilje. El retorn d'una noia és un documental danès del 2019 dirigit per Katrine W. Kjær. S'ha doblat al català pel programa Sense ficció de TV3, que va emetre'l el 13 de maig de 2025.
La pel·lícula se centra en les conseqüències personals d'un fracàs sistemàtic en el sistema d'adopció internacional, vist a través de la lluita personal d'una noia i la seva recerca per recuperar la identitat.